# 克雷维连特
克雷维连特，是西班牙巴伦西亚自治区阿利坎特省的一个市镇。总面积105km2，总人口24786人（2001年），人口密度236人/km2。

## 友好城市
- 法國 丰特奈勒孔特